# Сергей Прокофиев
Сергей Сергеевич Прокофиев (на руски: Серге́й Серге́евич Проко́фьев) е руски композитор, пианист, диригент и шахматист от първа категория, който овладява много музикални жанрове и постига известност като един от най-великите композитори на XX век.
Прокофиев е на първите места сред руските композитори. Многостранната му дейност е получила широко признание в Русия и в чужбина. Творческото му наследство е огромно. Създал е повече от 130 произведения, между които 8 опери, 7 симфонии, оратории и кантати, концерти за солов инструмент и оркестър, камерни ансамбли, много произведения за пиано, песни и романси, сценична и филмова музика. Със своите най-хубави произведения, които се отличават с дълбокото си съдържание, неизчерпаема фантазия, ярко своеобразие и високо професионално майсторство, продължава и развива традициите на руската музикална класика. На пълната му с оптимизъм музика са свойствени енергията, дръзката стремителност на развитието и гъвкавите ритми, а така също и широкото мелодично дихание, чистата и светла лирика.

## Биография
Сергей Прокофиев е роден на 23 април 1891 г. в село Сонцивка, Бахмутски уезд, Екатеринославска губерния на Руската империя (днес в Украйна) в семейството на агроном и пианистка. Големите си музикални способности той проявява още в ранно детство и това прави впечатление на видните руски композитори Сергей Танеев, Райнхолд Глиер и Александър Глазунов. През 1904 г. Прокофиев постъпва в композиторския клас на Петербургската консерватория – като ученик на Н. А. Римски-Корсаков и А. К. Лядов. Завършва го през 1909 г. Пет години по-късно, през 1914 г., завършва и класа по пиано на Консерваторията.
Но своята плодотворна артистична дейност Прокофиев започва още през годините на следването си в нея. Самобитното му дарование, смелостта и новаторските му замисли на голям художник се разкриват още в неговите младежки произведения, като Първия концерт за пиано и оркестър (1911) „Класическа симфония“ (1917) и др., както и в концертните му прояви като пианист. Изкуството на Прокофиев се е ползвало с искрените симпатии на Максим Горки и Владимир Маяковски.
От 1918 до 1932 г. Сергей Прокофиев живее в чужбина. В някои от произведенията му, писани през това време, личи печатът на противоречивите търсения, на сложното идейно-художествено развитие на композитора.
Огромният талант на Прокофиев разцъфтява напълно след завръщането му в родината. Сталин полага големи усилия за връщането на известни творци, за да „рекламира социализма“. Творчеството му в Русия се характеризира с широтата и значимостта на замисъла, богатството на темите и разнообразието на жанровете. Прокофиев ту възкресява славни страници от руската история, като създава величествени картини, разтърсващи човешката душа с дълбочината на драматизма си, ту се обръща към вълнуващи съвременни теми, подчертавайки в тях хуманистичното и жизнеутвърждаващо начало.
Между неговите най-хубави произведения са балетите „Ромео и Жулиета“ (1936), „Пепеляшка“ (1945), „Каменното цвете“ (1950), оперите – „Годеж в манастира“ (1940), „Повест за истинския човек“ (1950), „Война и мир“ (1953), „Семьон Котко“ (1939), кантатата „Александър Невски“ (1939), ораторията „На стража на мира“ (1950), Петата симфония (1944), Седмата симфония (1952), за която композиторът е бил удостоен посмъртно с Ленинска награда и др.
Сергей Прокофиев умира от хипертонична криза на 5 март 1953 г. в общинско жилище на Камергерската уличка в Москва. Тъй като същия ден умира и Сталин, смъртта на композитора остава почти незабелязана, а близките и колегите му се сблъскват с големи трудности при организирането на погребението, на което не е имало кой да свири. Прокофиев е погребан в Москва на Новодевическото гробище, парцел № 3. В памет на композитора е издигната паметна плоча на къщата на Камергерската уличка (скулптор Мария Леонтиевна Петрова).
На 11 декември 2016 г. в Москва на Камергерската уличка при откриването на паметник на композитора по случай 125-ата годишнина от рождението му Валерий Гергиев казва, че днес Прокофиев се възприема като Чайковски, той е Моцарт на XX век:
| „ | Нямаше такива мелодисти като Прокофиев през ХХ век. Скоро на земята няма да се появят композитори, равни по дарба на Сергей Сергеевич. | “ |

## Произведения

### Опери
- Мадалена, Op. 13 (1911 – 1913)
- Картоиграчът (по Достоевски), Op. 24 (1915 – 16, rev. 1927)
- Любовта към трите портокала, Op. 33 (1919)
- Огненият ангел, Op. 37 (1919 – 1927)
- Семьон Котко, Op. 81 (1939)
- Годеж в манастира, Op. 86 (1940 – 1941)
- Война и мир (по Лев Толстой), Op. 91 (1941 – 1952)
- Хан Бузай, (1942 – незавършена)
- Повест за истнинския човек (по Борис Полевой), Op. 117 (1947 – 1948)
- Далечни морета, (1948 – незавършена)

### Балети
- Ала и Лоли, Op. 20 (1914 – 1915), най-често включвана в „Скитска сюита“ (вижте по-долу)
- Шут, Op. 21 (1915, rev. 1920)
- Трапец, Op. 39 (1924), най-често включван в „Квинтет“ (вижте по-долу)
- Стоманено препускане, Op. 41 (1925 –1926)
- Блудният син, Op. 46 (1928 –1929)
- На Днепър / Sur le Borysthene, Op. 51 (1930 – 1931)
- Ромео и Жулиета, Op. 64 (1935 – 1936)
- Пепеляшка, Op. 87 (1940 – 1944)
- Приказка за каменното цвете, Op. 118 (1948 – 1953)

### Театрална музика
- Египетски нощи (1934)
- Борис Годунов, Op. 70bis (1936)
- Евгений Онегин, Op. 71 (1936)
- Хамлет, Op. 77 (1937 – 1938)

### Музика към филми
- Поручик Киже (1933), аранжирана и като оркестрова сюита (виж по-долу)
- Дама пика, Op. 70 (1936), по Пушкин
- Александър Невски (1938), филм на режисьора Сергей Айзенщайн (съществува и под формата на кантата вижте по-долу)
- Лермонтов (1941)
- Котовски (1942)
- Партизаните в украинските степи (1942)
- Тоня (1942)
- Иван Грозни, Op. 116 (1942 – 1945), филм на режисьора Сергей Айзенщайн

### Оркестрови творби
- Симфонии
  - Симфония № 1 в ре мажор „Класическа“, Op. 25 (1916 – 1917)
  - Симфония № 2 в ре минор „Желязо и стомана“, Op. 40 (1924 – 1925)
  - Симфония № 3 в до минор, Op. 44 (1928)
  - Симфония № 4 в до (оригинална версия), Op. 47 (1929 – 1930)
  - Симфония № 5 в си бемол, Op. 100 (1944)
  - Симфония № 6 в ми бемол минор Op. 111 (1945 – 1947)
  - Симфония № 4 в до (преработена версия), Op. 112 (1947)
  - Симфония № 7 до диез минор, Op. 131 (1951 – 1952)
  - Две младежки симфонии (1902 и 1908)

- Симфониета в ла (оригинална версия), Op. 5 (1909)
- Сънища (симфоническа картина), Op. 6 (1910)
- Есенна, Op. 8 (1910)
- Увертюра на еврейски теми, Op. 34bis (по камерната версия)
- Американска увертюра, Op. 42 (1926), за 17 инструменталисти (оркестрирана като оп. 42bis през 1928)
- Дивертименто, Op. 43 (1925 – 1929)
- Симфониета в ла (преработена версия), Op. 48 (1929)
- Симфонична песен, Op. 57 (1933)
- Руска увертюра, Op. 72 (1936)
- Симфоничен марш, Op. 88 (1941)
- 1941 година, Op. 90 (1941)
- Ода за края на войната, Op. 105 (1945), за духови инструменти, 8 арфи, 4 пиана, перкусия, и двойни баси
- Тридесет години, Op. 113 (1947), тържествена поема за оркестър
- Два пушкински валса, Op. 120 (1949)
- Срещата на Волга с Дон, Op. 130 (1951)

Прокофиев аранжира няколко сюити от своите сценични творби за концертно изпълнение:
- Сюити от Ромео и Жулиета
  - Сюита № 1, Op. 64bis
  - Сюита № 2, Op. 64ter
  - Сюита № 3, Op. 101
- Сюити от Пепеляшка
  - Сюита № 1, Op. 107
  - Сюита № 2, Op. 108
  - Сюита № 3, Op. 109

- Сюити от Приказка за каменното цвете
  - Сватбена сюита за оркестър, Op. 126
  - Циганска фантазия за оркестър, Op. 127
  - Уралска рапсодия за оркестър, Op. 128
  - Стопанката на медната планина, Op. 129 (неосъществена)
- Скитска сюита, Op. 20 (от Ала и Лоли)
- Сюита от Шут, Op. 21bis
- Сюита от Любовта към трите портокала, Op. 33bis
- Вокална сюита от Огненият ангел, Op. 37bis
- Сюита от Стоманено препускане, Op. 41bis
- Сюита от Блудният син, Op. 46bis
- Четири портрета и развръзка от Комарджията, Op. 49
- Сюита от На Днепър, Op. 51bis
- Сюита от Поручик Киже, Op. 60
- Валсова сюита, Op. 110 (1946) (включва валсове от Война и мир, Пепеляшка и Лермонтов)
- Лятна нощ, сюита от Годеж в манастира, Op. 123

### Концертни творби
- Пиано:
  - Концерт за пиано № 1 в ре бемол, Op. 10 (1911 – 1912)
  - Концерт за пиано № 2 в сол минор, Op. 16 (1912 – 1913, изгубен, пренаписан през 1923)
  - Концерт за пиано № 3 в до, Op. 26 (1917 – 1921)
  - Концерт за пиано № 4 в си бемол, Op. 53 (1931), за лява ръка (написан за Паул Витгенщайн)
  - Концерт за пиано № 5 в сол, Op. 55 (1932)
  - Концерт за две пиана и струнни инструменти, Op. 136 (1953 – незавършен)

- Цигулка:
  - Концерт за цигулка № 1 в ре, Op. 19 (1916 – 1917)
  - Концерт за цигулка № 2 в сол минор, Op. 63 (1950 – 1951)

- Чело:
  - Концерт за чело в ми минор, Op. 58 (1933 – 1938)
  - Симфония-концерт за чело и оркестър в ми минор, Op. 125 (1950 – 1952)
  - Концертино за чело в сол минор, Op. 132 (1952) (една версия, завършена от Дмитрий Кабалевскии, друга от Блок)

### Вокални оркестрови творби
- Две поеми за женски хор и оркестър (1909 – 1910)
- Грозното патенце, Op. 18 (1914)
- Седем, те са седем (кантата), Op. 30 (1917 – 1918, rev. 1933)
- Мелодия, Op. 35bis (1920), за соло глас и оркестър
- Вокална сюита от Огненият ангел, Op. 37bis (1923-незавършена)
- Петя и вълкът: Детска симфонична приказка за четец и оркестър, Op. 67 (1936)
- Кантата за 20-ата годишнина от Октомврийската революция, Op. 74 (1936 – 1937), за два хора, оркестър, военен оркестър, акордеонен оркестър и перкусионен оркестър
- Песни за нашите дни, Op. 76 (1937)
- Александър Невски (кантата), Op. 78 (1939)
- Здравица, Op. 85 (1939)
- Балада за едно непознато момче, Op. 93 (1942 – 1943)
- Flourish, Mighty Homeland, Op. 114 (1947)
- Зимен огън, Op. 122 (1949 –1950)
- На стража на мира, Op. 124 (1950)

### Хорови
- Шест песни, Op. 66 (1935)
- Седем песни и един марш, Op. 89 (1941 – 1942)
- Ескиз на Държавен химн на Съветския съюз, Op. 98 (1943 and 1946)
- Войнишка походна песен, Op. 121 (1950)

### Песни
- Две стихотворения, Op. 9 (1910 – 1911)
- Грозното патенце, Op. 18 (1914)
- Пет стихотворения по Балмонт, Op. 23 (1915)
- Пет стихотворения по Ахматова, Op. 27 (1916)
- Пет песни без думи, Op. 35 (1920)
- Пет стихотворения по Балмонт, Op. 36 (1921)
- Пет казахски песни (1927)
- Две песни от Поручик Киже, Op. 60bis (1934)
- Три детски песни, Op. 68 (1936)
- Три романса по Пушкин, Op. 73 (1936)
- Три песни от Александър Невски, Op. 78bis (1939)
- Седем песни, Op. 79 (1939)
- Дванадесет руски народни песни, Op. 104 (1944)
- Два дуета, Op. 106 (1945)
- Broad and Deep the River Flows

### Творби за пиано
- сонати за пиано:
  - Соната за пиано № 1 във фа минор, Op. 1 (1907 – 1909)
  - Соната за пиано № 2 в ре минор, Op. 14 (1912)
  - Соната за пиано № 3 в ла минор, Op. 28 (1907 – 1917)
  - Соната за пиано № 4 в до минор, Op. 29 (1917)
  - Соната за пиано № 5 в до мажор (оригинална версия), Op. 38 (1923)
  - Соната за пиано № 6 в ла мажор, Op. 82 (1939 – 1940)
  - Соната за пиано № 7 в си бемол мажор, Op. 83 (1939 – 1942)
  - Соната за пиано № 8 в си бемол мажор, Op. 84 (1939 – 1944)
  - Соната за пиано № 9 в до мажор, Op. 103 (1947)
  - Соната за пиано № 5 в до мажор (преработена версия), Op. 135 (1952 – 1953)
  - Соната за пиано № 10 в ми минор, Op. 137 (незавършена) (1952)
  - Piano Sonata No. 11, Op. 138 (неосъществена)
  - Шест младежки сонати за пиано (1904, 1907, 1907, 1907 – 1908, 1908, 1908 – 1909)
- Четири етюда, Op. 2 (1909)
- Четири пиеси, Op. 3 (1911)
- Четири пиеси, Op. 4 (1910 – 1912}
- Токата в ре минор, Op. 11 (1912)
- Десет пиеси за пиано, Op. 12 (1906 – 1913)
- Сарказми – пет пиеси за пиано, Op. 17 (1912 – 1914)
- Мимолетности (Visions Fugitives) – двадесет пиеси за пиано, Op. 22 (1915 – 1917)
- Приказките на старата баба, Op. 31 (1918)
- Четири пиеси, Op. 32 (1918)
- Things in Themselves – две пиеси за пиано, Op. 45 (1928)
- Две сонатини за пиано, Op. 54 (1931 – 1932)
- Три пиеси, Op. 59
- Pensées – три пиеси за пиано, Op. 62 (1933 –1934)
- Музика за деца, дванадесет леки пиеси, Op. 65 (1935)
- Думка (after 1933)

- Транскрипции за пиано:
  - Марш и скерцо от Любовта към трите портокала, Op. 33ter
  - Дивертисмент, Op. 43bis
  - Шест пиеси, Op. 52, от разнообразни източници
  - Десет пиеси от Ромео и Жулиета, Op. 75
  - Гавот от Хамлет, Op. 77bis
  - Три пиеси от Пепеляшка, Op. 95
  - Три пиеси, Op. 96
  - Десет пиеси от Пепеляшка, Op. 97
  - Шест пиеси от Пепеляшка, Op. 102

### Камерни творби
- Струнен квартет № 1 в си минор, Op. 50 (1930)
- Струнен квартет № 2 във фа F (по карбардински теми), Op. 92 (1941)
- Хумористично скерцо, Op. 12bis, за четири фагота
- Увертюра по еврейски теми, Op. 34 (за кларинет, струнен квартет и пиано)
- Квинтет, Op. 39 (за обой, кларинет, цигулка, виола и двоен бас)
- Соната за две цигулки в до, Op. 56

### Инструментални творби
- Цигулка
  - Пет мелодии за цигулка и пиано, Op. 35bis
  - Соната за цигулка № 1 във фа минор, Op. 80
  - Соната за цигулка № 2 в ре, Op. 94a (по Соната за флейта в ре, Op. 94)
  - Соната за соло цигулка/цигулки в унисон в ре, Op. 115

- Чело
  - Балада за чело и пиано, Op. 15
  - Ададжо за чело и пиано, Op. 97bis
  - Соната за чело в до, Op. 119
  - Соната за соло чело в до диез минор, Op. 134

- Флейта
  - Соната за флейта в ре, Op. 94

### Музика за духов оркестър
- Четири марша, Op. 69 (1935 – 1937)
- Марш в ла бемол, Op. 89bis (1941)
- Марш в си бемол, Op. 99 (1943 – 1944)